# Hoploscopa diffusa
Hoploscopa diffusa là một loài bướm đêm trong họ Crambidae.